# Владимир Мечиар
Владимир Мечиар (на словашки: Vladimír Mečiar) е словашки политик, с националистически убеждения. Той е първият министър-председател на Словашката република, избран след демократични избори. Той е министър-председател на Словашката република в рамките на чехословашкото федералното правителство през 1990 – 1991 г. и 1992 – 1993 г. Той е и първият министър-председател на независима Словакия през 1993 – 1994 г. През 1994 – 1998 г. отново е избран за премиер. Два пъти е бил президент на Словакия. Практикуващ юрист.
Като лидер на народната партия – Движение за демократична Словакия (SS-HZDS), Владимир Мечиар успява да осъществи мечтата на много словаци, като отделя Словакия от Чехия. Офицялно това влиза в сила на 1 януари 1993 г. Тогава около 2,5 милиона граждани на Чехословакия са подписали петиция в която се настоява  Чехословакия да не се разделя и да остане единна.